# Casa degli Omenoni

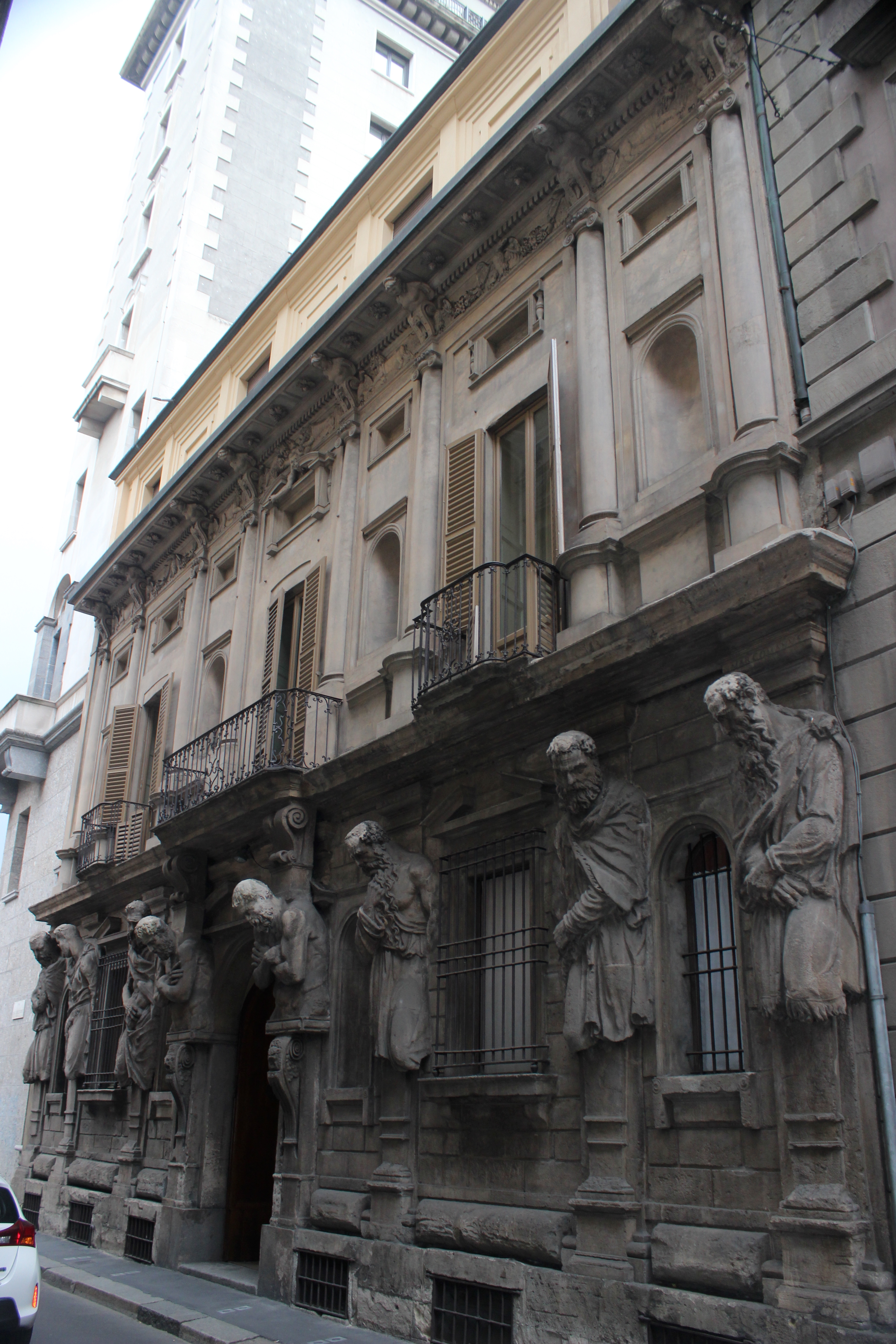
Straßenfassade

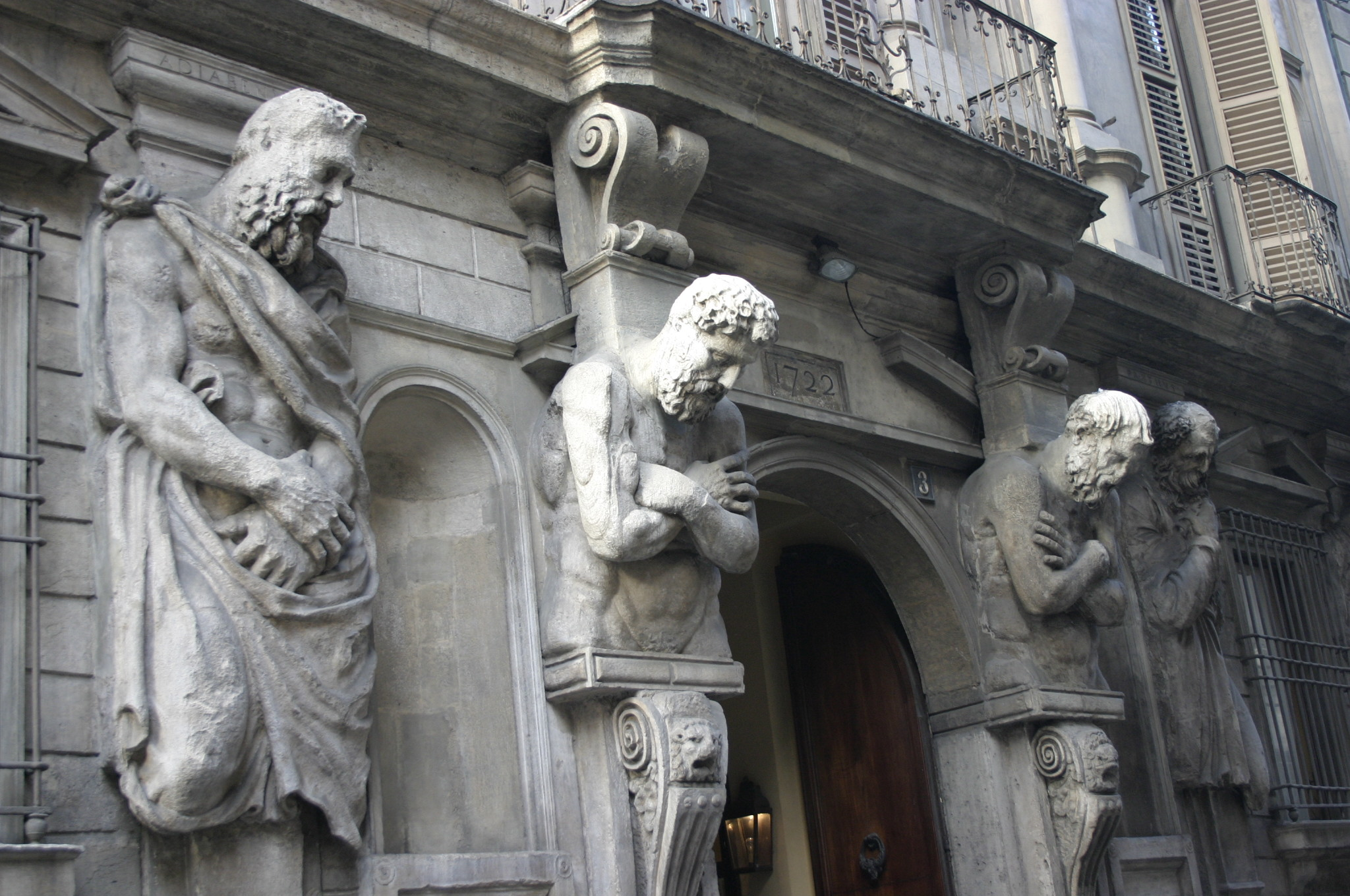
Die "Omenoni" (Atlanten)

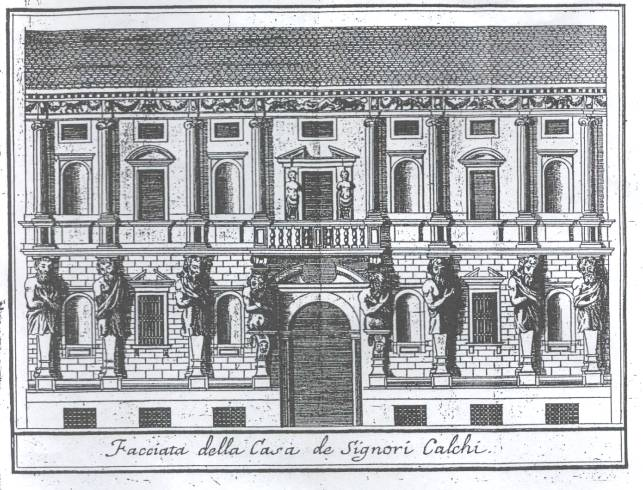
Casa degli Omenoni. Kupferstich von Serviliano Lattuada, Mailand 1738

Als Casa degli Omenoni, oder Casa Leoni wird ein im Zentrum Mailands gelegenes Wohnhaus bezeichnet, das sich 1573 der Bildhauer Leone Leoni nach eigenem Entwurf errichten ließ. Die Fassade an der Via Omenoni 3 ist mit den Hermen überaus kräftig modellierter Atlanten dekoriert, die dem Palast zu seinem Namen (Omenoni: im Mailänder Dialekt „starke, mächtige Männer“) verholfen haben. Der andere Name, Casa Leoni, spielt ebenso auf den des einstigen Hausherrn an wie auch auf die vielen Löwen (it.: leoni), die sich in der Bauplastik des Hauses wiederholen. Leoni, der bedeutendste Bildhauer am Hof Kaiser Karls V. hatte sich 1546 in Mailand niedergelassen, wo er 1590 starb.

## Baubeschreibung
Die Vierflügelanlage präsentiert sich zur Straße hin in zwei Geschossen, deren sieben Achsen besonders plastisch durchgeformt sind. Beiderseits der Toreinfahrt werden die Fenster und Nischen von insgesamt acht überlebensgroßen, antikisch gekleideten Männerfiguren flankiert, die möglicherweise von den Römern besiegte Barbaren darstellen sollen. Vermutlich nach Entwurf des Hausherrn, einem Freund und Nachahmer Michelangelos, wurden sie 1565 von Antonio Abondio in Stein gehauen. Darüber binden ionische Säulen das piano nobile mit dem Mezzanin zusammen. Fenster und ehemals mit Skulpturen bestückte Nischen wechseln hier miteinander ab. Das schlichte Attikageschoss über dem kräftigen Abschlusssims ist eine spätere Hinzufügung. Von der tonnengewölbten Durchfahrt geht es in den von dorischen Säulen umgebenen Innenhof (1929 verändert) und links in die relativ intakte Eingangshalle des 16. Jahrhunderts.
Seit 1924 ist das Haus Sitz einer der exclusivsten italienischen Gesellschaften (Club per gentiluomini) aus Angehörigen des Adels und Großbürgertums.